# 徳山明
徳山 明（とくやま あきら、1933年〈昭和8年〉1月8日 - ）は、元・富士常葉大学学長、静岡大学及び兵庫教育大学名誉教授。日本の地質学者。理学博士（東京大学）。東京都出身。「德山明」とも表記される

## エピソード
学長在任中は大学全入時代という考え方や偏差値主義に疑問を呈し、教育ジャーナリストに長文の抗議書面を出した事で有名になったが、逆に、山口昌男や勝田吉太郎らと同じく「現状を把握せず、大学が潰れる事もありうるという意識が希薄な学校経営者」という批判を受けた。また、徳山が「本学（常葉大学）では生きた研究をすべく、日銀・長銀・日債銀・山一証券などの著名な金融機関から教員を呼んでいる。」としたのに対し、偏差値主義や有名大学へのブランド志向を非難する割には、徳山の勤務校も実社会の企業ブランドを利用しているし、問題を起こした企業の長銀・日債銀・山一証券を使うことに失笑された。

## 研究
地質学の立場から、原子力発電所の核リサイクル燃料やプルサーマルを研究し、環境問題に造詣が深い。

## 略歴
1945年 - 東京高等師範学校附属国民学校（現・筑波大学附属小学校）卒業
1948年 - 東京高等師範学校附属中学校（現・筑波大学附属中学校）特別科学学級卒業
1951年 - 東京教育大学附属高等学校（現・筑波大学附属高等学校）卒業
同級生に、嘉納行光（元全日本柔道連盟会長）、小林信彦（小説家）、鈴木淑夫（元日本銀行理事）、中江陽三（元NHKアナウンサー）、藤井裕久（元財務大臣）、吉田庄一郎（元ニコン会長）などがいた。
1955年 - 東京大学理学部地質学科卒業
1961年 - 東京大学大学院数物系研究科博士課程修了
東京大学理学部助手を経て、同地震研究所助手。
1970年 - 静岡大学教育学部助教授。
1972年 - 静岡大学教育学部教授
1991年 - 静岡大学停年退官。同名誉教授。兵庫教育大学教育学部教授。同副学長
1997年 - 兵庫教育大学定年退職。常葉学園富士短期大学学長
2000年 - 富士常葉大学初代学長
2005年 - 富士常葉大学退職

## 著書
- ロバート・D. バラード著、徳山訳『知られざる地球 ― Dr. バラードのサイエンス・ドキュメント』（ベネッセコーポレーション、1984年）
- 吉村秀實ほか共著『原発ごみはどこへ』（電力新報社、2000年）